# Гарфилд, Эндрю
Э́ндрю Ра́сселл Га́рфилд (англ. Andrew Russell Garfield; род. 20 августа 1983, Лос-Анджелес, Калифорния) — английский и американский актёр. Лауреат премий «Тони», «Золотой глобус» и BAFTA TV, а также номинант на премию Лоренса Оливье, номинант на премию «Эмми», двукратный номинант на «Оскар» и трёхкратный номинант на Премию Гильдии киноактёров США. В 2022 году журнал Time включил его в список 100 самых влиятельных людей мира. Он получил международное признание в 2010 году благодаря роли Эдуардо Саверина в драме «Социальная сеть». Широкую известность ему принесла роль Человека-паука в супергеройских фильмах «Новый Человек-паук» (2012), «Новый Человек-паук: Высокое напряжение» (2014) и позднее в «Человек-паук: Нет пути домой» (2021).

## Ранние годы
Гарфилд родился в Лос-Анджелесе, Калифорния. Его мать, Линн (урождённая Хилман), из Эссекса, Англия, а отец, Ричард Гарфилд, из Калифорнии. Его бабушка и дедушка по отцовской линии также были из Великобритании. Родители Гарфилда переехали из Лос-Анджелеса в Великобританию, когда ему было три года, и тот вырос в Эпсоме, графство Суррей. Отец Гарфилда — еврей; сам Гарфилд был воспитан вне какой-либо религии и называет себя «агностиком-пантеистом», однако также считает себя евреем. Родители его отца были иммигрантами из еврейских семей, переехавших в Лондон из Восточной Европы (Польша, Россия, Румыния), и изменили фамилию с «Гарфинкель» на «Гарфилд».
Родители Гарфилда ранее держали небольшое предприятие по дизайну интерьера; его мать работала помощником воспитателя в детском саду, а отец — главным тренером в школе плавания. У него также есть старший брат, который работает доктором. В детстве Гарфилд был гимнастом и пловцом. Изначально он планировал изучать бизнес, однако позже заинтересовался актёрством. Гарфилд обучался в школах Priory Preparatory School и City of London Freemen's School, прежде чем поступил в Королевскую школу драмы и ораторского искусства, Лондонский университет, которую окончил в 2004 году.

## Карьера
Эндрю Гарфилд начинал карьеру на театральной сцене и телевидении. В возрасте 9 лет Гарфилд начал брать уроки актёрского мастерства в Гилфорде, Суррей, и появился в постановке «Багси Мэлоун» молодёжного театра. Он дебютировал на большом экране с ролью в картине «Львы для ягнят» (2007), и в том же году выиграл награду телевизионной премии BAFTA за роль в фильме «Мальчик А».
Гарфилд стал известен в 2010 году благодаря ролям второго плана в фильмах «Социальная сеть» и «Не отпускай меня», принёсшими ему две номинации на премию BAFTA, номинацию на «Золотой глобус», а также премию «Сатурн».
Всемирную известность Гарфилду принесла роль Человека-паука в одноимённой дилогии Марка Уэбба (2012—2014).
В 2016 году Эндрю Гарфилд исполнил главные роли в двух высоко оценённых критиками драмах — «По соображениям совести» и «Молчание». Роль Десмонда Досса в первом из фильмов принесла ему номинации на премии «Оскар», «Золотой глобус» и BAFTA за лучшую мужскую роль.
В 2021 году вернулся к роли Человека-паука в фильме «Человек-паук: Нет пути домой» как Питер Паркер из альтернативной вселенной. В том же году вышло ещё два фильма с участием Эндрю Гарфилда: «Глаза Тэмми Фэй» и «Тик-так, бум!». За роль Джонатана Ларсона в биографическом фильме-мюзикле «Тик-так, бум!» Гарфилд получил награду «Золотой глобус», а также вторую в своей карьере номинацию на премию «Оскар».
Помимо съёмок в кино Эндрю Гарфилд успешно делает карьеру и в театре. Так, в 2012 году он исполнил роль Биффа в возрождении Бродвейской постановки пьесы Артура Миллера «Смерть коммивояжёра» и был номинирован на премию «Тони» в категории «Лучшая мужская роль второго плана в пьесе». В 2017 году Гарфилд исполнил роль Прайора Уолтера в постановке «Ангелы в Америке» в Королевском национальном театре в Лондоне, за которую был номинирован на премию Лоуренса Оливье в категории «Лучшая мужская роль». В 2018 году он вернулся к той же роли на Бродвее и получил премию «Тони» за лучшую мужскую роль в пьесе.
В 2022 году на стриминговом сервисе Hulu состоялась премьера мини-сериала «Под знаменем небес», в котором Эндрю Гарфилд сыграл свою первую главную роль на телевидении — детектива Джеба Пайри, расследующего жестокое убийство в общине мормонов. За эту работу Гарфилд был впервые номинирован на премию «Эмми» — в категории «Лучшая мужская роль в мини-сериале или фильме» и был снова номинирован на премию «Золотой глобус».
В июле 2022 года появилась информация, что Эндрю Гарфилд сыграет главную роль в биографическом мини-сериале о знаменитом британском миллиардере Ричарде Брэнсоне, а также выступит одним из исполнительных продюсеров этого проекта.
В марте 2023 года было объявлено, что Гарфилд сыграет в романтической мелодраме Джона Кроули «Мы живём во времени», и его экранной парой станет Флоренс Пью. Съёмки фильма стартовали в апреле 2023 года в Великобритании. Также среди запланированных киноработ актёра — фильм «Путешественники», где он исполнит роль знаменитого астронома Карла Сагана, и новая киноадаптация романа «Франкенштейн», которую срежиссирует Гильермо Дель Торо. Кроме того, Гарфилд сыграет главную роль вместе с Джулией Робертс в триллере Луки Гуаданьино «После охоты».

## Личная жизнь
Гарфилд имеет двойное гражданство США и Великобритании. По его словам, он чувствует себя «одинаково дома» и в США, и в Великобритании, а также «наслаждается разнообразием культурного существования». Гарфилд предпочитает публично не обсуждать подробности личной жизни.
С 2010 года Гарфилд встречался с партнёршей по фильму «Новый Человек-паук», актрисой Эммой Стоун. За 3 месяца до свадьбы в конце 2015 года пара рассталась.

## Фильмография

### Кино и телевидение
| Год  |     | Русское название                          | Оригинальное название               | Роль                        |
| ---- | --- | ----------------------------------------- | ----------------------------------- | --------------------------- |
| 2005 | кор | Мамбо Джамбо                              | Mumbo Jumbo                         | Симмо                       |
| 2005 | с   | Сладкие чувства                           | Sugar Rush                          | Том                         |
| 2005 | вс  | Замах                                     | Swinging                            | различные роли              |
| 2006 | с   | Сила искусства                            | Simon Schama's Power of Art         | парень с фруктом            |
| 2007 | с   | Испытание и возмездие                     | Trial & Retribution XI: Closure     | Мартин Дуглас               |
| 2007 | с   | Замерзающий                               | Freezing                            | Кит                         |
| 2007 | с   | Доктор Кто                                | Doctor Who                          | Фрэнк                       |
| 2007 | ф   | Мальчик А                                 | Boy A                               | Джек Бёридж                 |
| 2007 | ф   | Львы для ягнят                            | Lions for Lambs                     | Тодд Хейес                  |
| 2008 | ф   | Ещё одна из рода Болейн                   | The Other Boleyn Girl               | Фрэнсис Уэстон              |
| 2009 | ф   | Воображариум доктора Парнаса              | The Imaginarium of Doctor Parnassus | Антон                       |
| 2009 | кор | Воздух                                    | Air                                 | Том                         |
| 2009 | тф  | Красный райдинг                           | Red Riding                          | Эдвард Данфорд              |
| 2010 | ф   | Социальная сеть                           | The Social Network                  | Эдуардо Саверин             |
| 2010 | ф   | Не отпускай меня                          | Never Let Me Go                     | Томми                       |
| 2010 | кор | Я здесь                                   | I'm Here                            | Шелдон                      |
| 2012 | ф   | Новый Человек-паук                        | The Amazing Spider-Man              | Питер Паркер / Человек-паук |
| 2014 | ф   | Новый Человек-паук: Высокое напряжение    | The Amazing Spider-Man 2            | Питер Паркер / Человек-паук |
| 2015 | ф   | 99 домов                                  | 99 Homes                            | Деннис Нэш                  |
| 2016 | ф   | По соображениям совести                   | Hacksaw Ridge                       | Десмонд Досс                |
| 2016 | ф   | Молчание                                  | Silence                             | Себастьян Родригес          |
| 2017 | ф   | Дыши ради нас                             | Breathe                             | Робин Кавендиш              |
| 2018 | ф   | Под Сильвер-Лэйк                          | Under the Silver Lake               | Сэм                         |
| 2019 | с   | Королевские гонки Ру Пола: Великобритания | RuPaul’s Drag Race UK               | камео                       |
| 2020 | ф   | Мейнстрим                                 | Mainstream                          | Линк                        |
| 2021 | ф   | Глаза Тэмми Фэй                           | The Eyes of Tammy Faye              | Джим Баккер                 |
| 2021 | ф   | Тик-так, бум!                             | Tick, Tick… Boom!                   | Джонатан Ларсон             |
| 2021 | ф   | Человек-паук: Нет пути домой              | Spider-Man: No Way Home             | Питер Паркер / Человек-паук |
| 2022 | с   | Под знаменем небес                        | Under the Banner of Heaven          | Детектив Джеб Пайри         |
| 2023 | мф  | Человек-паук: Паутина вселенных           | Spider-Man: Across the Spiderverse  | Питер Паркер / Человек-паук |
| 2024 | ф   | Время жить                                | We Live in Time                     | Тобиас                      |
| 2025 | ф   | После охоты                               | After the Hunt                      | Хенрик Гибсон               |
|      | ф   | Волшебное дерево                          | The Magic Faraway Tree              | Тим                         |
|      | ф   | Искусственный                             | Artificial                          | Сэм Альтман                 |
|      | с   | Дикие создания                            | Wild Things                         | Рой Хорн                    |
|      | ф   | Путешественники                           | Voyagers                            | Карл Саган                  |

### Театр
| Год  | Русское название         | Оригинальное название         | Роль                                       | Площадка                       | Ист.   |
| ---- | ------------------------ | ----------------------------- | ------------------------------------------ | ------------------------------ | ------ |
| 2004 | Мерси                    | Mercy                         | Декки                                      | Театр «Soho»                   |        |
| 2004 | Кес                      | Kes                           | Билли                                      | Королевский биржевой театр     |        |
| 2005 | Проект Ларами            | The Laramie Project           | разные роли                                | Театр «Sound»                  |        |
| 2005 | Ромео и Джульетта        | Romeo & Juliet                | Ромео Монтекки                             | Королевский биржевой театр     |        |
| 2006 | Красота                  | Beautiful Thing               | Джейми                                     | Театр «Sound»                  | [ 39 ] |
| 2006 | Ожог / Чат / Гражданство | Burn / Chatroom / Citizenship | Бёрдмен / Джим / Стивен                    | Королевский национальный театр | [ 40 ] |
| 2006 | Ошеломительный           | The Overwhelming              | Джоффри                                    | Тур по Великобритании          | [ 41 ] |
| 2012 | Смерть коммивояжёра      | Death of a Salesman           | Бифф Ломан                                 | Театр «Этель Берримор»         | [ 42 ] |
| 2017 | Детские монологи         | The Children’s Monologues     | подросток, над которым издевается его отец | Карнеги-холл                   | [ 43 ] |
| 2017 | Ангелы в Америке         | Angels in America             | Прайор Уолтер                              | Королевский национальный театр | [ 44 ] |
| 2018 | Ангелы в Америке         | Angels in America             | Прайор Уолтер                              | Театр «Нил Саймон»             | [ 45 ] |

### Музыкальные клипы
| Год  | Название | Исполнитель | Ист.          |
| ---- | -------- | ----------- | ------------- |
| 2014 | We Exist | Arcade Fire | [ 46 ] [ 47 ] |

## Дискография
| Название | Год  | Альбом        | Ист.   |
| --- | ---- | ------------- | ------ |
| «30/90» (совместно с Джошуа Генри, Ванессой Хадженс, Робином Де Хесусом, Александрой Шипп и Эмджейем Родригесом)     | 2021 | Тик-так, бум! | [ 48 ] |
| «Boho Days» (совместно с Джошуа Генри, Ванессой Хадженс, Робином Де Хесусом, Александрой Шипп и Эмджейем Родригесом) | 2021 | Тик-так, бум! | [ 48 ] |
| «No More» (совместно с Робином Де Хесусом)                                                                           | 2021 | Тик-так, бум! | [ 48 ] |
| «Johnny Can’t Decide» (совместно с Джошуа Генри и Ванессой Хадженс)                                                  | 2021 | Тик-так, бум! | [ 48 ] |
| «Sunday» (совместно с коллективом Moondance Diner)                                                                   | 2021 | Тик-так, бум! | [ 48 ] |
| «Therapy» (совместно с Ванессой Хадженс)                                                                             | 2021 | Тик-так, бум! | [ 48 ] |
| «Swimming» (совместно с Джошуа Генри и Ванессой Хадженс)                                                             | 2021 | Тик-так, бум! | [ 48 ] |
| «Why» | 2021 | Тик-так, бум! | [ 48 ] |
| «Louder Than Words» (совместно с Джошуа Генри и Ванессой Хадженс)                                                    | 2021 | Тик-так, бум! | [ 48 ] |
| «Green Green Dress» (совместно с Александрой Шипп)                                                                   | 2021 | Тик-так, бум! | [ 48 ] |

## Награды и номинации
| Награды и номинации               | Награды и номинации | Награды и номинации                                         | Награды и номинации          | Награды и номинации |
| Награда                           | Год                 | Категория                                                   | Фильм / Сериал               | Результат           |
| --------------------------------- | ------------------- | ----------------------------------------------------------- | ---------------------------- | ------------------- |
| Оскар                             | 2017                | Лучшая мужская роль                                         | По соображениям совести      | Номинация           |
| Оскар                             | 2022                | Лучшая мужская роль                                         | Тик-так, бум!                | Номинация           |
| Эмми                              | 2022                | Лучшая мужская роль в мини-сериале или фильме               | Под знаменем небес           | Номинация           |
| Золотой глобус                    | 2011                | Лучшая мужская роль второго плана                           | Социальная сеть              | Номинация           |
| Золотой глобус                    | 2017                | Лучшая мужская роль в драме                                 | По соображениям совести      | Номинация           |
| Золотой глобус                    | 2022                | Лучшая мужская роль в комедии или мюзикле                   | Тик-так, бум!                | Победа              |
| Золотой глобус                    | 2023                | Лучшая мужская роль в мини-сериале или телефильме           | Под знаменем небес           | Номинация           |
| Премия Гильдии киноактёров США    | 2011                | Лучший актёрский ансамбль                                   | Социальная сеть              | Номинация           |
| Премия Гильдии киноактёров США    | 2017                | Лучшая мужская роль                                         | По соображениям совести      | Номинация           |
| Премия Гильдии киноактёров США    | 2022                | Лучшая мужская роль                                         | Тик-так, бум!                | Номинация           |
| BAFTA                             | 2011                | Лучшая роль второго плана                                   | Социальная сеть              | Номинация           |
| BAFTA                             | 2011                | Восходящая звезда                                           | Социальная сеть              | Номинация           |
| BAFTA                             | 2017                | Лучшая мужская роль                                         | По соображениям совести      | Номинация           |
| British Academy Television Awards | 2008                | Лучшая мужская роль                                         | Мальчик А                    | Победа              |
| Премия Лоренса Оливье             | 2018                | Лучшая мужская роль                                         | Ангелы в Америке             | Номинация           |
| Тони                              | 2012                | Лучший приглашённый актёр в пьесе                           | Смерть коммивояжёра          | Номинация           |
| Тони                              | 2018                | Лучшая мужская роль в пьесе                                 | Ангелы в Америке             | Победа              |
| Спутник                           | 2010                | Лучшая мужская роль в кинофильме                            | Социальная сеть              | Номинация           |
| Спутник                           | 2016                | Лучшая мужская роль в кинофильме                            | По соображениям совести      | Победа              |
| Спутник                           | 2022                | Лучшая мужская роль в кинофильме                            | Тик-так, бум!                | Победа              |
| Сатурн                            | 2011                | Лучший актёр второго плана                                  | Не отпускай меня             | Победа              |
| Выбор критиков                    | 2010                | Лучшая мужская роль второго плана                           | Социальная сеть              | Номинация           |
| Выбор критиков                    | 2010                | Лучший актёрский ансамбль                                   | Социальная сеть              | Номинация           |
| Выбор критиков                    | 2016                | Лучший актёр в экшн фильме                                  | По соображениям совести      | Победа              |
| Выбор критиков                    | 2016                | Лучшая мужская роль                                         | По соображениям совести      | Номинация           |
| Выбор критиков                    | 2022                | Лучшая мужская роль                                         | Тик-так, бум!                | Номинация           |
| Выбор критиков                    | 2022                | Лучшая мужская роль в супергеройском фильме                 | Человек-паук: Нет пути домой | Победа              |
| Выбор телевизионных критиков      | 2023                | Лучшая мужская роль в мини-сериале или телевизионном фильме | Под знаменем небес           | Номинация           |